# 麥迪遜 (新澤西州)
麥迪遜（英語：Madison）是位於美國新澤西州摩里斯縣的自治市鎮。

## 人口
根據2020年美國人口普查的數據，麥迪遜的面積為11.20平方千米，當中陸地面積為11.17平方千米，而水域面積為0.03平方千米。當地共有人口16937人，而人口密度為每平方千米1,512人。